# Baphia dubia
Baphia dubia är en ärtväxtart som beskrevs av De Wild. Baphia dubia ingår i släktet Baphia och familjen ärtväxter. Inga underarter finns listade i Catalogue of Life.